# M1.10 (Servië)
De M1.10 of Magistralni Put 1.10 is een hoofdweg in het noordoosten van Servië. De weg loopt van de A1, de autosnelweg tussen Belgrado en Niš via Ralja naar Smederevo. De M1.10 loopt door het district Podunavlje.

## Geschiedenis
In de tijd dat Servië bij Joegoslavië hoorde, was de M1.10 onderdeel van de Joegoslavische hoofdweg M1.10. Deze weg had dezelfde route als de tegenwoordige M1.10. Na het uiteenvallen van Joegoslavië en de daaropvolgende onafhankelijkheid van Servië, behield de M1.10 haar nummer.
A1 · 
M1.9 · 
M1.10 · 
M1.11 · 
M1.12 · 
M1.13 · 
A2 · 
A3 · 
A4 · 
M5 · 
M7 · 
M7.1 · 
M8 · 
M9 · 
M17.1 · 
M17.2 · 
M17.3 · 
M18 · 
M18.1 · 
M19 · 
M19.1 · 
M21 · 
M21.1 · 
M22 · 
M22.1 · 
M22.2 · 
M22.3 · 
M23 · 
M23.1 · 
M24 · 
M24.1 · 
M25 · 
M25.1 · 
M25.2 · 
M25.3